# Escola Superior de Cruzeiro
ESC-ESEFIC — Escola Superior de Cruzeiro e Escola de Educação Física de Cruzeiro 'Prefeito Hamilton Vieira Mendes' é uma instituição de ensino superior com funcionamento suspenso por tempo indeterminado sob a forma de autarquia municipal cuja sede era na cidade de Cruzeiro, no Estado de São Paulo.
A ESC ofertava os cursos de graduação Educação Física Licenciatura ou Bacharelado, Fisioterapia, Pedagogia e Enfermagem, os quais eram lecionados em dois campus localizados no município.
Também possuía cursos de especialização Lato Sensu.
Foi uma das principais instituições de ensino superior do Vale do Paraíba, em uma região que contempla mais de 500 mil habitantes, distribuídos em várias cidades vizinhas ou próximas a Cruzeiro, como Cachoeira Paulista, Lorena, Guaratinguetá, Aparecida, Piquete, Silveiras, Areias, Bananal, Resende, entre outras. O Índice Geral de Cursos (IGC) da ESC era de 3 pontos, numa escala de 1 a 5, que avalia o desempenho dos alunos no Enade e percentual de professores doutores atuantes na instituição. A atual gestão é dirigida pelo Diretor Dr. João Bosco Ferreira e pelo Vice-diretor Vinícius Carneiro.
A instituição enfrentava uma reestruturação administrativa, o que motivou uma intervenção da Prefeitura Municipal. A unidade negociava suas dívidas acumuladas ao longo dos últimos anos. Segundo a atual gestão, foram encontrado diversos problemas financeiros e estruturais que prejudicaram a escola, o que culminou no decréscimo no número de alunos matriculados.
A instituição foi criada pela Lei Municipal n º 1.007, de 29 de dezembro de 1969. Posteriormente modificada e reconhecida pela Lei de n º 71.830, de 08 de fevereiro de 1973, que por sua vez foi reconhecida pelo Decreto Federal de n º 71.830, de 08 de fevereiro de 1973. A sua atual denominação “Escola Superior de Cruzeiro ‘Prefeito Hamilton Vieira Mendes’ (ESC)” foi feita por meio da Lei nº 3.694, de 18 de maio de 2005. 
O encerramento das atividades foi comunicado em 04/01/2023.

## Graduação
- Educação Física;
- Enfermagem;
- Fisioterapia;
- Pedagogia;